# 易大厂

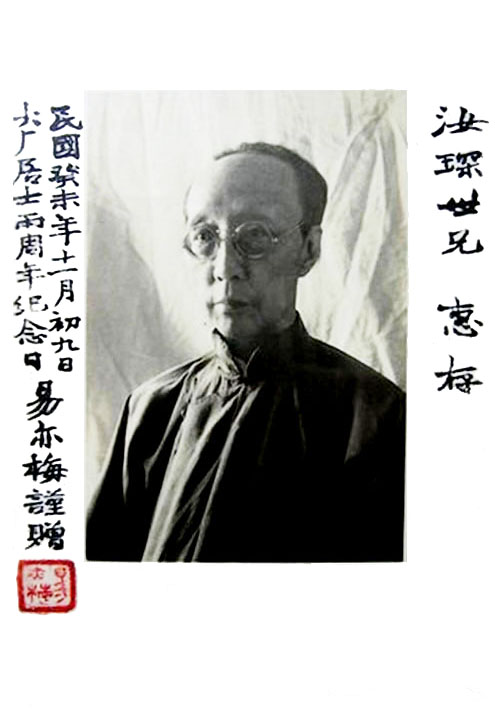
易大厂照片。上款为“汝琛世兄惠存”，下款为“民国癸未年十一月初九日大厂居士两周年纪念日，易亦梅谨赠”按民国癸未年为1943年，此照片为易大厂去世两周年时易亦梅赠给汝琛世兄的。

易大（1873年或1874年—1941年），原名廷憙，又名易熹，字季复，后更名孺，号大厂（又作大庵），广东鹤山人，中国篆刻家、书法家、音乐教育家。作品有《双清池馆集》、《玦亭印谐》、《瑞斋印存》等。

## 生平
易大厂早年肄业于广雅书院，后入上海震旦书院，不久留学日本。归国后，历任北平美专、铸印局及暨南大学、国立音乐院等职务。
他曾经在1912年任职于南京临时政府秘书处官报组。
1941年，易大厂逝世。

## 著作
- 《双清池馆词集》